# ビデオマーケット
株式会社ビデオマーケット（英: Video Market Corporation）は、東京都新宿区に本社を置く、動画配信事業を行う企業である。

## 概要
「ビデオマーケット」は映画・ドラマ・アニメなど一般作品No.1の220,000本超（見放題作品25,000本含む）を提供する動画配信サービス。
動画配信で課題となる通信環境により大きく異なる動画品質に関しても、「ビデオマーケット」では独自のエンコード技術により、視聴機器を問わず高品位で楽しめる。
さらにデジタルサービスならではの音声検索やジャンルを掛け合わせた絞り込み検索により、従来のレンタルビデオでは不可能な圧倒的な使いやすさを実現し膨大な作品の中から誰でも簡単に観たい作品を探し出せるのが魅力。

## 沿革
- 2005年
  - 6月 - 株式会社フロントメディアを設立
  - 12月 - NTTドコモ iモード着うた公式サイト「まるごとステーション」の提供開始[4][5]
- 2006年
  - 3月 - Vodafonen live!着うたフル公式サイト「まるステフル」の提供開始
  - 3月 - 世界初、ケータイ向けの長尺ストリーミングサービス「まるごとアニメ」をNTTドコモ iモードにて提供開始[6][7]
  - 4月 - 無料型ケータイ動画配信サイト「Qlick.TV」の提供開始[8]
  - 5月 - 株式会社jig.jpとの提携により日本初のケータイ3キャリア音楽ライブの生中継を「Qlick.TV」にて実施[9]
- 2007年11月 - 日本初、「BBC WORLD NEWS」ケータイ向けのテレビ同時再送信放送開始[10]
- 2008年
  - 3月 - 課金型ケータイ動画配信公式サイト「まるごとアニメ」を「QTVビデオ」にリニューアル[11]
  - 4月 - NTTドコモ iモードケータイコミック公式サイト「QTVコミック」の提供開始[12]
- 2009年
  - 1月 - 株式会社ドーガ堂を子会社化[13]
  - 5月 - 株式会社CCCの運営する総合エンタメサイト「TSUTAYAプレミア」へ「QTVプラットフォーム」を提供開始
  - 6月 - Y!ケータイ課金型ケータイ動画配信公式サイト「QTVビデオ」の提供開始
  - 11月 - ビー・ビー・ケーブル株式会社の運営する携帯電話向け動画サイト「てのひら動画」へ「QTVプラットフォーム」を提供開始
  - 12月 - au課金型ケータイ動画配信公式サイト「QTVビデオ」の提供開始
- 2010年
  - 2月 - 株式会社ヤマハミュージックメディアの運営する音楽総合サイト「MySoundウタ」「MySoundフル」「MySoundメロ」「MySound動画」へ「QTVプラットフォーム」を提供開始
  - 3月 - 世界初、「DOLBY MOBILE」に対応「THIS IS IT」配信開始
  - 3月 - エキサイト株式会社の運営する携帯電話向けアニメ･声優情報のポータルサイト「エキサイトアニメ特撮声優」へ「QTVプラットフォーム」を提供開始
  - 6月 - iOSストリーミングVODサービスを開始
  - 12月 - モバイル動画配信サービス「QTVビデオ」Android向けにサービスを開始[14]
- 2011年
  - 6月 - 株式会社ビデオマーケットに社名変更
  - 6月 - モバイル動画配信サービス「QTVビデオ」を「ビデオマーケット」にリニューアル[15]
  - 11月 - 世界初、ケータイ端末向けのHDストリーミング配信開始
- 2012年
  - 1月 - ギャラクシーS IIにビデオマーケットがプリインストール
  - 3月 - モバイル動画配信サービス「ビデオマーケット」iPhone向けにサービスを開始[16]
  - 10月 - シャープ株式会社との共同開発による「スマートファミリンク」を導入
- 2013年
  - 3月 - AEON専用VODサービス「FamilyVideo」[17]開始
  - 6月 - 株式会社エムティーアイと資本業務提携[18]
- 2014年
  - 1月 - 動画配信サービス「ビデオマーケット」PC版の提供開始
  - 5月 - Chromecast向け対応を発売日に開始、同時に見放題サービスを提供開始
- 2015年
  - 2月 - アンドロイドTV（NEXUS PLAYER）発売日に対応開始
  - 3月 - 「music.jp」へ動画配信プラットフォーム提供開始[19]
- 2016年
  - 7月 - シャープ株式会社 AI連携・動画配信サービス「COCORO VIDEO」に提供
  - 12月 - スマホ動画アプリ「minto」提供開始
- 2017年
  - 3月 - オンライン上の映画館「DIGITAL SCREEN」開始
  - 3月 - 株式会社エムティーアイの連結子会社となる[20]
  - 9月 - 「DOLBY ATMOS」に対応
  - 12月 - 「DMM動画」へ動画配信プラットフォーム提供開始[21]
  - 12月 - 「minto」がGoogle Play「ベスト オブ 2017」入賞[22]
- 2019年
  - 4月16日 - “コンテンツホルダー直営” 映像配信プラットフォーム「MIRAIL（ミレール）」提供開始[23]
  - 8月 - 韓国コンテンツ専門動画配信サービス「KOCOWA」と事業提携[24]
  - 11月 - 「GYAO!ストア」へ 動画配信プラットフォームの提供を開始
- 2023年
  - 7月 - 「カンテレドーガ」へ 動画配信プラットフォームの提供を開始[25]

## サービス
- ビデオマーケット (Video Market) - 動画配信サービス。2006年3月開始。
- MIRAIL（ミレール） - “コンテンツホルダー直営”の動画配信サービス。2019年4月16日開始。

### 終了したサービス
- minto（ミント） - スマートフォン動画アプリ。2016年12月開始、2019年3月31日終了。
- DIGITAL SCREEN（デジタルスクリーン） - オンライン映画配信サービス（パソコンのみで視聴可能）。2017年3月開始。2018年12月20日12:00をもって、「ビデオマーケット」内の「DIGITAL SCREEN」での運営へ移行。